# IFU Arena
IFU Arena är en friidrotts- och innebandyarena i Uppsala. Den invigdes 18 augusti 2016. A-hallen har en publikkapacitet på 2 880 personer. Arenan är hemmaplan för innebandyföreningarna Storvreta IBK (SSL Herr och Allsvenskan Östra Dam), IK Sirius IBK (SSL Herr och Damer Division 1 GUD (Uppland)), IK Sirius FBC (en sammanslagning av IK Sirius IBK och FBC Uppsala, SSL Dam), Hagunda IF (SSL herr och Allsvenskan Östra Dam) och Björklinge BK (Herrar Div 1 Östra Svealand). 
IFU Arena innefattar fem planer där sporter såsom innebandy och basket kan spelas. Dessa planer betecknas Hall A-E. Därutöver finns också Hall F med en löparbana det bedrivs friidrott. IFU Arena ligger längs Råbyvägen i Gränby sportfält tillsammans med Gränby ishallar, Recoverhallen och UTK-hallen. Arenan ägs gemensamt av Uppsala IF friidrott och Uppsala Innebandyallians (en sammanslutning av 16 innebandyföreningar kring Uppsala) genom bolaget IFU Arena AB.
IFU står för "idrott för unga".